# The Conjuring: The Devil Made Me Do It
The Conjuring: The Devil Made Me Do It is een Amerikaanse horrorfilm uit 2021 geregisseerd door Michael Chaves en geschreven door David Leslie Johnson-McGoldrick naar een verhaal van Johnson-McGoldrick en James Wan. De film is het vervolg op het The Conjuring 2 dat in 2016 werd uitgebracht en is het zevende deel binnen The Conjuring Universe. De hoofdrollen worden vertolkt door Vera Farmiga, Patrick Wilson, Ruairi O'Connor, Sarah Catherine Hook, en Julian Hilliard.

## Verhaal
De film speelt zich af tijdens de rechtszaak van Arne Cheyenne Johnson. Johnson wordt in 1981 beschuldigd van een moord in Connecticut. Al snel raken de paranormale onderzoekers Ed en Lorraine Warren betrokken bij deze rechtszaak en gaan onderzoeken of de duivel een rol heeft gespeeld bij de moord.
De film zou gebaseerd zijn op een waargebeurd verhaal.

## Rolverdeling
| Acteur               | Personage             |
| -------------------- | --------------------- |
| Vera Farmiga         | Lorraine Warren       |
| Patrick Wilson       | Ed Warren             |
| Ruairi O'Connor      | Arne Cheyenne Johnson |
| Sarah Catherine Hook | Debbie Glatzel        |
| Julian Hilliard      | David Glatzel         |
| Charlene Amoia       | Judy Glatzel          |
| Paul Wilson          | Carl Glatzel          |
| Sterling Jerins      | Judy Warren           |
| Shannon Kook         | Drew Thomas           |
| Steve Coulter        | priester Gordon       |

## Productie
In juni 2017 raakte bekend dat een derde deel van The Conjuring in ontwikkeling was. Regisseur Michael Chaves werd in oktober 2018 aangewezen om de regierol op zich te nemen. Het derde deel is de eerste Conjuring-film die niet door James Wan geregisseerd is. In december 2019 werden de filmtitel en het logo bekendgemaakt. Patrick Wilson en Vera Farmiga werden in december 2018 toegevoegd aan het project om de rollen te vertolken van Ed en Lorraine Warren. Het castingproces werd een jaar later afgerond.
De opnames gingen op 3 juni 2019 in Atlanta van start en duurden 80 dagen.

## Première en ontvangst
The Conjuring: The Devil Made Me Do It is in het Verenigd Koninkrijk op 26 mei 2021 in première gegaan. In de Verenigde Staten is de film op 4 juni gelijktijdig in de bioscopen en op de streamingdienst HBO Max uitgebracht.  Oorspronkelijk zou de film in september 2020 uitgebracht worden, maar vanwege de coronapandemie werd de première uitgesteld. In Nederland werd de film tegelijkertijd met de heropening van de bioscopen op 5 juni 2021 uitgebracht.
De film kreeg overwegend gemengde kritieken van de Amerikaanse filmpers. Op Rotten Tomatoes heeft The Conjuring: The Devil Made Me Do It een waarde van 56% en een gemiddelde score van 5,7/10, gebaseerd op 226 recensies. Op Metacritic heeft de film een gemiddelde score van 53/100, gebaseerd op 39 recensies.